# Colmenar del Arroyo
Colmenar del Arroyo é um município da Espanha
na província e comunidade autónoma de Madrid, de área 50,57 km² com população de 1268 habitantes (2007) e densidade populacional de 21,91 hab/km².

## Demografia
| Variação demográfica do município entre 1991 e 2004 | Variação demográfica do município entre 1991 e 2004 | Variação demográfica do município entre 1991 e 2004 | Variação demográfica do município entre 1991 e 2004 |
| --------------------------------------------------- | --------------------------------------------------- | --------------------------------------------------- | --------------------------------------------------- |
| 1991                                                | 1996                                                | 2001                                                | 2004                                                |
| 493                                                 | 816                                                 | 1006                                                | 1107                                                |